# Planoise
Planoise este o suburbie a orașului Besançon din departamentul Doubs, în regiunea Burgundia-Franche-Comté, Franța.

## Lăcașe de cult
- Moschee Al-Fath